# ダグラス海況階級
ダグラス海況階級（ダグラスかいきょうかいきゅう / 英: Douglas Sea Scale）は、波の高さと海のうねりを測定する尺度である。この尺度は単純で非常に分かりやすい。ダグラス海況階級は10段階の中の1つの指数により表される。

## 尺度
ダグラス海況階級は、1917年にイギリス人のH.P.ダグラスという男性によって作成された。その時彼はイギリス海軍気象部長であった。目的は、航海の為海の荒さを見積もることにある。尺度には、2つのコードがあって、1つのコードは海況（その地点に発生している新しい波の振幅）を見積もるものであり、もう1つコードは海のうねり（遠方からの風による長波）について記述する為のものである。下記2つの表で一つのセットとなる。
1929年の国際気象学会で推奨された。主にイギリスが使用している。シーステートの原型にもなった。庸船契約履行条項にも記載される。
元々、ダグラスは波高や周期については言及せず、波浪とうねりを表す単語だけを使用していた。その後、波浪階級、続いてうねり階級の定義が作られた。しかし、異なる出版物でダグラス階級の解釈が違っていた為、現場では混乱をもたらすことになった。WMOによれば、ダグラス階級については、国際的に承認された定義は無いと言う。一方、ビューフォート風力階級は基準となる風速値が存在し、国際的に承認された尺度である。ビューフォート風力階級に併記されるおおよその波高値と本階級との用語の混乱は避けるよう注意喚起もなされている。

### 風浪階級
| 風浪階級 Degree | 波高 Height (m) | 記述 Description |
| --------------- | --------------- | ---------------- |
| 0               | no wave         | Calm (Glassy)    |
| 1               | 0 - 0.10        | Calm (Rippled)   |
| 2               | 0.10 - 0.50     | Smooth           |
| 3               | 0.50 - 1.25     | Slight           |
| 4               | 1.25 - 2.50     | Moderate         |
| 5               | 2.50 - 4.00     | Rough            |
| 6               | 4.00 - 6.00     | Very Rough       |
| 7               | 6.00 - 9.00     | High             |
| 8               | 9.00 - 14.00    | Very High        |
| 9               | 14.00+          | Phenomenal       |

### うねり階級
| うねり階級 Degree | 記述 Description                              |
| ----------------- | --------------------------------------------- |
| 0                 | No Swell                                      |
| 1                 | Very Low (short and low wave)                 |
| 2                 | Low (long and low wave)                       |
| 3                 | Light (short and moderate wave)               |
| 4                 | Moderate (average and moderate wave)          |
| 5                 | Moderate rough (long and moderate wave)       |
| 6                 | Rough (short and heavy wave)                  |
| 7                 | High (average and heavy wave)                 |
| 8                 | Very high (long and heavy wave)               |
| 9                 | Confused (wave length and height indefinable) |

#### 波の区分
うねり階級で使用する波(wave)は次のような定量的な定義がある。
長さ
- Short wave 100 m -
- Average wave 100 - 200 m
- Long wave 201 m +

高さ
- Low wave 2 m -
- Moderate wave 2 - 4 m
- High wave 4.01 m +